# Pittaco
Pìttaco (Mitilene, 640 a.C. circa – 570 a.C. circa) è stato un filosofo e politico greco antico che fu parte del gruppo dei Sette Sapienti.

## Biografia
Le notizie sulla sua vita ci sono note soprattutto dalla biografia di Diogene Laerzio, che lo dice figlio di Irradio, un tracio.
Partecipò alle lotte civili per il controllo del governo di Mitilene: insieme con i fratelli del poeta Alceo, Antimenide e Cici, guidò la congiura che rovesciò la tirannia di Melancro, intorno al 612 a.C.
Guidò subito dopo le guerre contro gli Ateniesi: la leggenda sostiene che avrebbe ucciso a singolar tenzone il generale ateniese Frinone, avvolgendolo in una rete. A capo di Mitilene subentrò Mirsilo, alleato di Pittaco, secondo quanto riferisce un frammento di un carme di Alceo. Alla morte di Mirsilo, nel 590, Pittaco gli succedette come esimneta, assumendo il potere in città e detenendolo per dieci anni prima di ritirarsi a vita privata.
Sua moglie era sorella di Dracone, aristocratica, e lo trattava con alterigia, perché di condizione superiore alla sua. A questo proposito, un epigramma di Callimaco riporta che a un giovane che gli domandava quale donna si dovesse sposare, se di condizione simile o superiore alla propria per nascita e ricchezze, Pittaco indicasse un gruppo di ragazzi invitandolo a seguire i loro consigli. Il giovane vide che i ragazzi, nei loro giochi con le trottole, dicevano: "Avanza dietro le loro orme!" e "Prendi quella alla tua portata!" e così capì chi scegliere.
Lo storico latino Cornelio Nepote narra che, quando i Mitilenesi volevano offrirgli innumerevoli iugeri di campi da coltivare, lui li implorò dicendo: «Vi prego, non datemi ciò per cui molti mi disprezzerebbero, che i più desidererebbero anche. Per cui non voglio tra questi un territorio più ampio di cento iugeri, che indicano sia la mia moderazione d’animo che la vostra volontà». 
Si dice che abbia perdonato l'assassino di suo figlio Tirreo, affermando che "Il perdono è migliore del pentimento" e abbia fatto rilasciare il poeta Alceo, suo avversario politico, dicendo che "Il perdono è migliore della vendetta". Dimostrò disinteresse per le ricchezze: quando Creso, re di Lidia, gli offrì dei beni, rifiutò sostenendo di possedere già il doppio di quanto gli bisognasse, avendo ereditato dal fratello, morto senza figli. Analogamente, quando i suoi concittadini gli offrirono molte migliaia di acri di terreno, Pittaco ne accettò solo un centinaio.
Emanò una legge che aumentava le pene per i reati commessi in stato di ubriachezza; compose un'opera, In difesa delle leggi, e circa seicento versi elegiaci; si ricorda un carme:
Bisogna avanzare contro il vizioso

Nulla di vero dice la sua lingua

Se ha doppiezza di pensiero nel cuore.»

## Massime
Di Pittaco si tramandano alcune massime:

αʹ Γίγνωσκε καιρόν.

βʹ   ὃ μέλλεις ποιεῖν, μὴ λέγε ἀποτυχὼν γὰρ καταγελασθήσῃ. 

δʹ   ὃσα νεμεσᾷς τῷ πλησίον, αὐτὸς μὴ ποίει.

ςʹ   Παρακαταθήκας ἀπόδος. 

ηʹ   Τὸν φίλον κακῶς μὴ λέγε, μηδ᾿ εὖ τὸν ἐχθρόν• ἀσυλλόγιστον γὰρ τὸ τοιοῦτον.

ιʹ   Πιστὸν γῆ, ἄπιστον θάλασσα.

ιαʹ  Ἄπληστον κέρδος.»

1.   Gignōske kairon. 

"Sappi cogliere l'opportunità." 

2.   "Non dire le tue intenzioni; perché se non ti riescono tu non sia sbeffeggiato."

4.   "Ciò che rimproveri agli altri, non farlo tu stesso."

6.  "Restituisci il bene che ti è stato affidato."

8.  "Non dir male del tuo amico, né lodare il tuo nemico, perché ciò sarebbe illogico."

10.   "La terra è affidabile, inaffidabile e sempre pieno di pericoli è il mare."

11.   "Insaziabile è il profitto."»
(Δημητρίου Φαληρέως τῶν ἑπτὰ σοφῶν ἀποφθέγματα)
ii) Bono probari malo, quam multis malis.

iii) Demens superbis invidet felicibus.

iv) Demens dolorem ridet infelicium.

v) Pareto legi, quisque legem sanxeris.

vi) Plures amicos re secunda comparas. Paucos amicos rebus adversis probas.»
2. "Preferisco esser approvato da un solo uomo onesto, che da molti malvagi."

3. "Solo lo sciocco ritiene felici i superbi."

4. "Solo lo sciocco deride il dolore degli infelici."

5. "Ubbidisci alla legge, tu che la legge hai promulgato"

6. "Fatti molti amici nella prosperità; nelle avversità provane pochi."»
(Pseudo-Ausonii, Septem sapientum sententiae, 8-14)